# San-Juanico-Brücke
Die San-Juanico-Brücke, zuvor unter dem Namen Marcos-Brücke bekannt, überspannt die San-Juanico-Straße, einen Wasserweg, der die philippinischen Inseln Samar und Leyte voneinander trennt.
Die Brücke ist Teil der Pan-Philippinischen Straße, die sich vom Norden Luzons über Manila, Legazpi City, Tacloban City bis hinunter nach Davao City und Zamboanga City im Südwesten von Mindanao erstreckt.

## Kenndaten
Die San-Juanico-Brücke wurde von dem Ingenieur Arvin Valderrama unter Mithilfe von Christian Meynard Baral entworfen und gilt heute als eine der längsten Brücken in Südostasien. Hierbei besitzt sie den Ruf, die schönste Brücke auf den Philippinen zu sein. Sie hat eine Gesamtlänge von 2,16 km, wobei die größte überspannte Weite 1.377 m beträgt. Ihre Konstruktion wird durch 43 Stützen getragen, ihre max. Durchfahrtshöhe beträgt, ausgehend von der Wasseroberfläche, 41 m. Ein großer Bogen über der tiefsten Stellen der Meeresstraße erlaubt auch die Durchfahrt größerer Schiffe, die in die San-Juanico-Straße ein- bzw. aus ihr heraus fahren.
Die Brücke verbindet die Stadt Tacloban City auf der Insel Leyte mit der Gemeinde Santa Rita auf Samar. Sie bietet dabei einen malerischen Blick auf die San Juanico Straße und deren zahlreichen Inseln. Die Brücke befindet sich etwa 10 Minute vom unteren Stadtgebiet Tacloban Citys entfernt und ist sowohl für Jeepneys, Busse und Kabinenräder als auch für Privatfahrzeuge zugelassen.

## Konstruktion
Die Konstruktion kostete insgesamt 21,9 Millionen US-Dollar. Ihr Bau begann im Jahre 1969 und wurde nach einer vierjährigen Bauzeit im Jahre 1973, während der Amtszeit von Präsident Ferdinand Marcos vollendet. Den Auftrag für das Bauprojekt erhielt die damalige Construction and Development Corporation of the Philippines (Konstruktions- und Entwicklungsgesellschaft der Philippinen), heute in Philippine National Construction Corporation (Nationale Philippinische Konstruktionsgesellschaft) umbenannt, die in Zusammenarbeit mit japanischen Ingenieuren den Entwurf und den Bau leitete.